# Ozyptila sincera
Ozyptila sincera är en spindelart som beskrevs av Kulczynski 1926. Ozyptila sincera ingår i släktet Ozyptila och familjen krabbspindlar.

## Underarter
Arten delas in i följande underarter:
- O. s. canadensis
- O. s. oraria